# 短萼腺萼木
短萼腺萼木（学名：Mycetia brevisepala）为茜草科腺萼木属下的一个种。

## 扩展阅读
維基物種上的相關：短萼腺萼木